# Вищица
Вищица (на македонска литературна норма: Виштица; на албански: Vishtica) е село в Северна Македония, в община Липково.

## География
Селото е разположено в западните поли на Скопска Църна гора в областта Жеглигово. Вищица е село от сбит тип. Дели се на следните махали: Апартеми, Лепаве, Донаве, Исове и Дуракове.

## История
Йован Трифуноски пише, че според предания на местното население, то се е заселило във Вищица към 1820 година (120 години преди изследването) от различни места в Северна Албания. През 40-те години на ХX век като най-стари се възприемат родовете Исови (Арнор) и Дуракови, преселили се от Арне в Малесия, Лепаве от племето Шаля. Мал Зез от племето Бериша, както и родът Донаве от областта Мат се преселват към средата на XIX век. Пред втората половина на XIX век се заселва родът Ския от племето Шаля.
В 1861 година Йохан фон Хан на етническата си карта на долината на Българска Морава отбелязва Вещица като албанско село. В края на XIX век Вищица е албанско село в Кумановска каза на Османската империя. Според статистиката на Васил Кънчов („Македония. Етнография и статистика“) от 1900 година 'Вищица е село, населявано от 200 арнаути мохамедани.
По време на българското управление на Вардарска Македония през Първата световна война Вищица е част от Матейшка община в Кумановска околия и има 250 жители.
През 40-те години на ХХ век в селото има 6 рода и 54 къщи.
Според преброяването от 2002 година селото има 991 жители.
| Националност     | Всичко |
| северномакедонци | 0      |
| албанци          | 984    |
| турци            | 0      |
| роми             | 0      |
| власи            | 0      |
| сърби            | 0      |
| бошняци          | 0      |
| други            | 7      |